# Stadion Narodowy (Palau)
Stadion Narodowy lub PCC Track & Field – wielofunkcyjny stadion w Kororze na Palau. Używany jest głównie do imprez lekkoatletycznych i meczów piłki nożnej. Swoje mecze rozgrywają na nim reprezentacja Palau w piłce nożnej oraz odbywają się wszystkie mecze Palau Soccer League. Stadion mieści 4000 osób.